# Pierre De Clercq
Pierre De Clercq is een Belgisch scenarioschrijver. 
Hij creëerde en schreef successeries als Windkracht 10, Flikken en Amigo’s en scenario’s voor langspeelfilms als Verlengd weekend, Man zkt vrouw, Labyrinthus, Brabançonne en Hasta la vista. Scenario’s en films van zijn hand werden bekroond met meer dan 40 nationale en internationale awards.
In 2023 verscheen zijn eerste roman, Santa Subito.

## Scenariografie
- Een Goed Jaar (2020) - tv-serie - met Jean-Claude van Rijckeghem
- Amigo's (2016) - tv-serie - met Jean-Claude van Rijckeghem
- Broer (2016) - langspeelfilm - regie Geoffrey Enthoven
- Brabançonne (2014) - langspeelfilm - regie Vincent Bal
- Labyrinthus (2014) - langspeelfilm - regie Douglas Boswell
- Halfweg (2014) - langspeelfilm - regie Geoffrey Enthoven
- Hasta la Vista (2011) - langspeelfilm - regie Geoffrey Enthoven
- Man zkt vrouw (2007) - langspeelfilm - met Jean-Claude van Rijckeghem - regie Miel van Hoogenbemt
- Flikken Maastricht (2007) - tv-serie (seriebijbel & pilot)
- Windkracht 10 (2006) - langspeelfilm - regie Hans Herbots
- Verlengd Weekend (2005) - langspeelfilm - regie Hans Herbots
- Flikken (1999-2002) - tv-serie
- Windkracht 10 (1997-1998) - tv-serie
- Blanval (1991) - langspeelfilm - regie Michel Mees
- De Laatste der Mohikanen (1991) - documentaire
- Jan Cox, a painter's odyssey (1988) - documentaire - met Bert Beyens